# Siegfried Mohrhof
Siegfried Mohrhof (* 24. Januar 1925 in Swinemünde; † 25. November 2013 in Berlin) war ein deutscher Lehrer, später Fernsehjournalist und ARD-Koordinator für Familienprogramme. Er entwickelte die Sendung mit der Maus mit.

## Leben
Von 1948 bis 1950 absolvierte Siegfried Mohrhof eine Ausbildung zum Lehrer an Volks- und Mittelschulen. An beiden Schultypen unterrichtete er von 1950 bis 1955 in Flensburg.
Von 1956 bis 1962 war er Referats- und Abteilungsleiter am Institut für Film und Bild in Wissenschaft und Unterricht (FWU) in München und von 1962 bis 1963 Leiter der Staatlichen Landesbildstelle Schleswig-Holstein. In dieser Zeit übersetzte er den als Klassiker der Filmpädagogik geltenden Band Grundlagen der Filmerziehung des Niederländers Jan Marie Lambert Peters ins Deutsche. Im März 1963 übernahm er die Leitung des Nachmittagsprogramms (Kinder-, Jugend- und Frauenprogramm) und ab dem 1. Januar 1972 des gesamten Familienprogramms beim WDR Fernsehen in Köln.

## Beispielhafte Innovationen
Er regte 1965 ein Format für die Fotografin Liselotte Strelow an, das unter dem Titel Sagt die Fotografie die Wahrheit? in zehn Folgen ausgestrahlt und 1966 mit dem Adolf-Grimme-Preis ausgezeichnet wurde.
Mohrhof erkannte bereits 1969 die Bedeutung des Kleinkinderprogramms und entwickelte die Lach- und Sachgeschichten mit der Maus als „Fernsehen für Anfänger“ mit.
1976 unterstützte er kraft seines Amtes die Umsetzung des Rockpalast-Konzeptes.

## Auszeichnungen
- Ehrenzeichen der Deutschen Verkehrswacht

## Schriften (Auswahl)
- Filmgespräche mit Jugendlichen. Beiträge zur Methodik und Praxis der Jugendfilmarbeit. Institut für Film und Bild in Wissenschaft und Unterricht, München 1957.
- Mehr wertvolle Filme für die Jugend. In: Kulturarbeit, 9. Jg., 1957, Nr. 5, S. 83–86.
- Erste Begegnung (= Beihefte des Instituts für Film und Bild in Wissenschaft und Unterricht; JT 6). Heering, Seebruck am Chiemsee 1957.
- (mit Ulrich Haase:) Filme für die Jugend. 82 Besprechungen jugendgeeigneter Spielfilme Institut für Film und Bild in Wissenschaft und Unterricht, München 1958.
- Warum sind sie gegen uns? (= Beihefte des Instituts für Film und Bild in Wissenschaft und Unterricht; JT 10). Heering, Seebruck am Chiemsee 1959.
- Neue praktische und methodische Möglichkeiten in der Arbeit mit Film und Fernsehen (= Schriften des Landesjugendrings Schleswig-Holstein; Heft 7). Landesjugendring Schleswig-Holstein, Kiel 1962.
- Kinderfernsehen im Jahr des Kindes – eine Konjunkturfrage? In:  ARD – im Gespräch. Reform statt Krisentheorien. Referate und Diskussionen des Presse-Kolloquiums der ARD in Köln vom 13. bis 14. März 1979. Herausgegeben im Auftrag der ARD von der Pressestelle des WDR. Pressestelle WDR, Köln 1979, S. 68–78 (daran anschließend Diskussion mit Mohrhof, S. 79–92).

## Übersetzungen
- Peters, Jan Marie Lambert: Grundlagen der Filmerziehung. Aus dem Niederländischen von Siegfried Mohrhof. Juventa-Verlag, München 1963.